# Primærrute 43
De Primærrute 43 is een hoofdweg in Denemarken. De weg loopt van Årslev naar Faaborg. De Primærrute 43 loopt over het eiland Funen en is ongeveer 26 kilometer lang.